# The King of Kong: A Fistful of Quarters

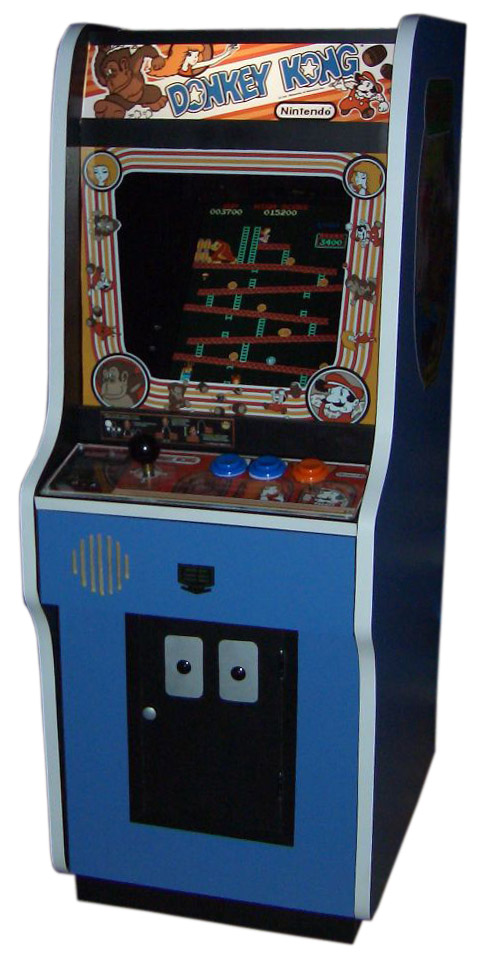
Symbolbild des Spielautomaten Donkey Kong (2005)

The King of Kong: A Fistful of Quarters ist ein US-amerikanischer Dokumentarfilm aus dem Jahr 2007. Er handelt von zwei Videospielern, die um den Weltrekord im Spiel Donkey Kong konkurrieren.

## Handlung
In den 80er Jahren stellte Billy Mitchell einen Punkterekord im Spiel Donkey Kong auf. Dieser Rekord blieb über 20 Jahre ungebrochen, bis sich Steve Wiebe der Herausforderung annahm. Der Film handelt davon, wie sich beide Videospieler auf die Herausforderung vorbereiten und wie der Rekord gebrochen wird. Dafür werden viele Interviews und Einblicke in das Privatleben beider gezeigt.

## Titel
Der Titel The King of Kong: A Fistful of Quarters heißt zu deutsch „Der König von Kong, eine Hand voller Quarters“. Mit dem Wort Quarter wird in den USA die Vierteldollarmünze gemeint. Die Spielautomaten in Amerika funktionieren mit 25-Cent-Stücken.